# Tatra 805
Der Tatra 805 ist ein leichter Allrad-Lkw mit Frontlenkerkabine. Er entstand auf Anforderung der Armee. In seine Konstruktion flossen die Erfahrungen aus den Geländewagen Tatra 803 und Tatra 804 ein, die beide nicht in Serienproduktion gingen.
Über den Zeitpunkt des Produktionsbeginns gibt es unterschiedliche Angaben.
Ursprünglich sollte der Tatra 805 der Beginn einer neuen Baureihe von leichten Lkw mit Nutzmassen zwischen 1,5 und 2,5 t sein. Im Jahr 1952 wurde jedoch durch das tschechoslowakische Ministerium für Maschinenbau entschieden, Tatra auf die Herstellung von Lkw mit 7 bis 10 t Nutzlast zu spezialisieren. Deshalb wurde die Fertigung des Tatra 805 in die Škoda-Werke in Mladá Boleslav und Plzeň verlagert. Neben den Pritschenwagen wurde der T 805 auch als Kombiwagen, Tankwagen, Krankenwagen, Feuerwehr und mit verschiedenen Kofferaufbauten hergestellt. Die Produktion der unterschiedlichen Aufbauten erfolgte in mehreren anderen Unternehmen. 1960 wurde die Produktion des T 805 eingestellt.
Auch der Tatra 805 ist nach dem Tatra-Prinzip mit Zentralrohrrahmen und Pendelachsen konstruiert. Er hat hervorragende Geländeeigenschaften. Als Antrieb dient ein luftgekühlter V8-Benzinmotor, der ähnlich auch im Pkw Tatra 603 verwendet wurde. Das zweisitzige Frontlenker-Fahrerhaus mit hinten angeschlagenen Türen gibt es in geschlossener und in offener Ausführung. Bei dem geschlossenen Fahrerhaus sind die Frontscheiben einzeln nach vorn ausstellbar. Die offene Kabine hat ein Klappverdeck und die beiden Frontscheiben können gemeinsam nach vorn geklappt werden.

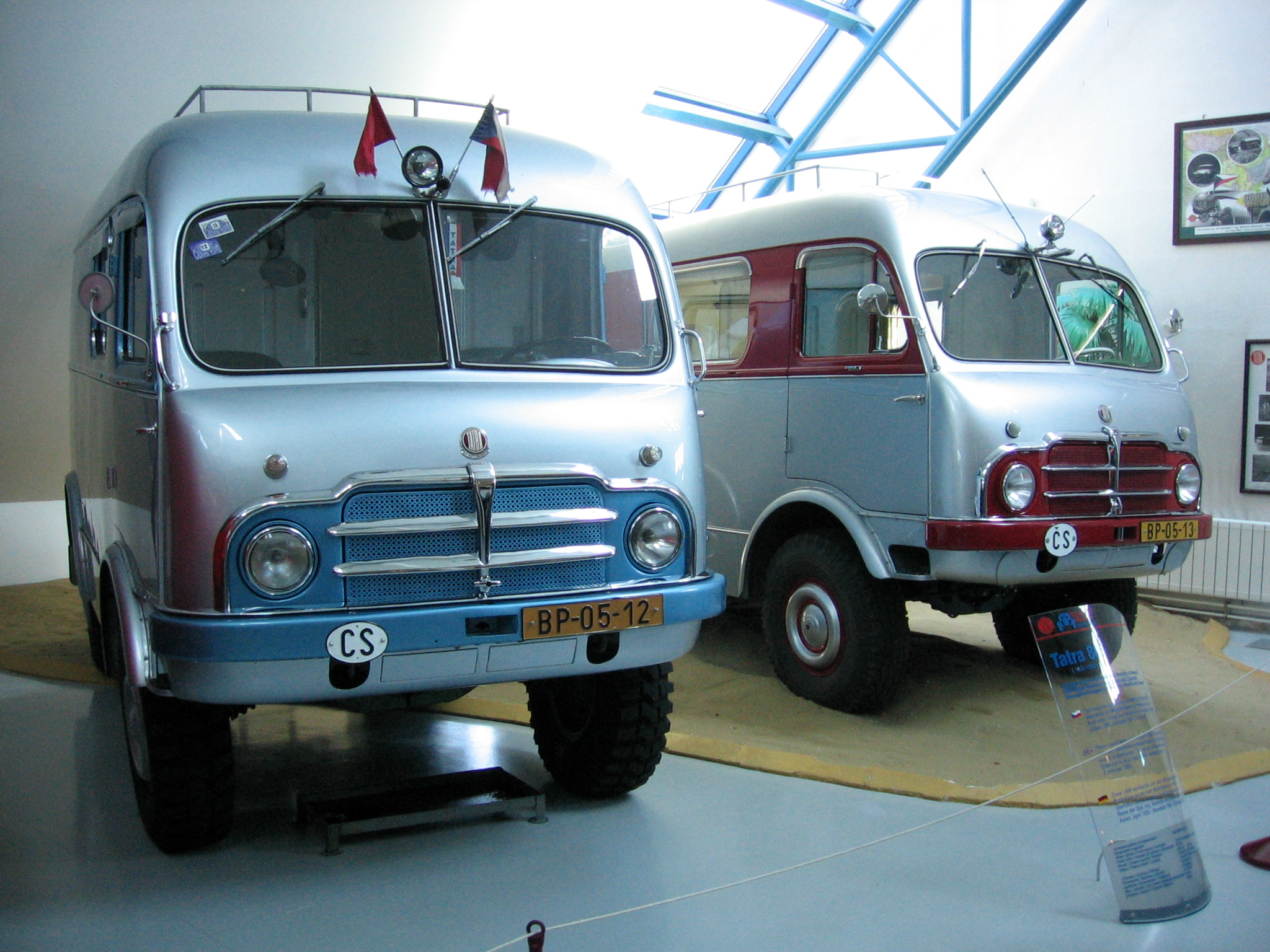
Expeditionsfahrzeuge der tschechischen Weltreisenden Jiří Hanzelka und Miroslav Zikmund
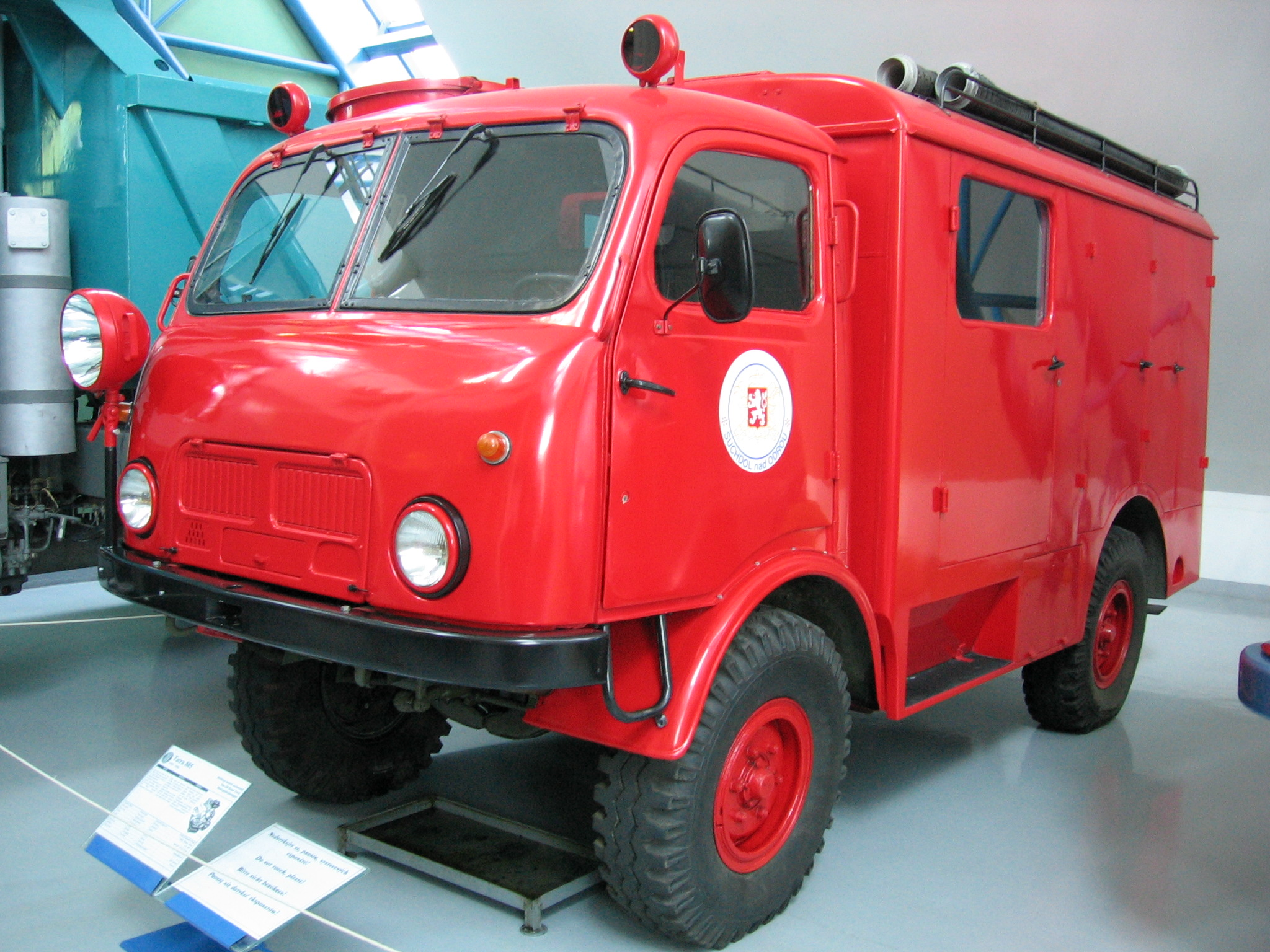
Geräte- und Mannschaftswagen der Feuerwehr
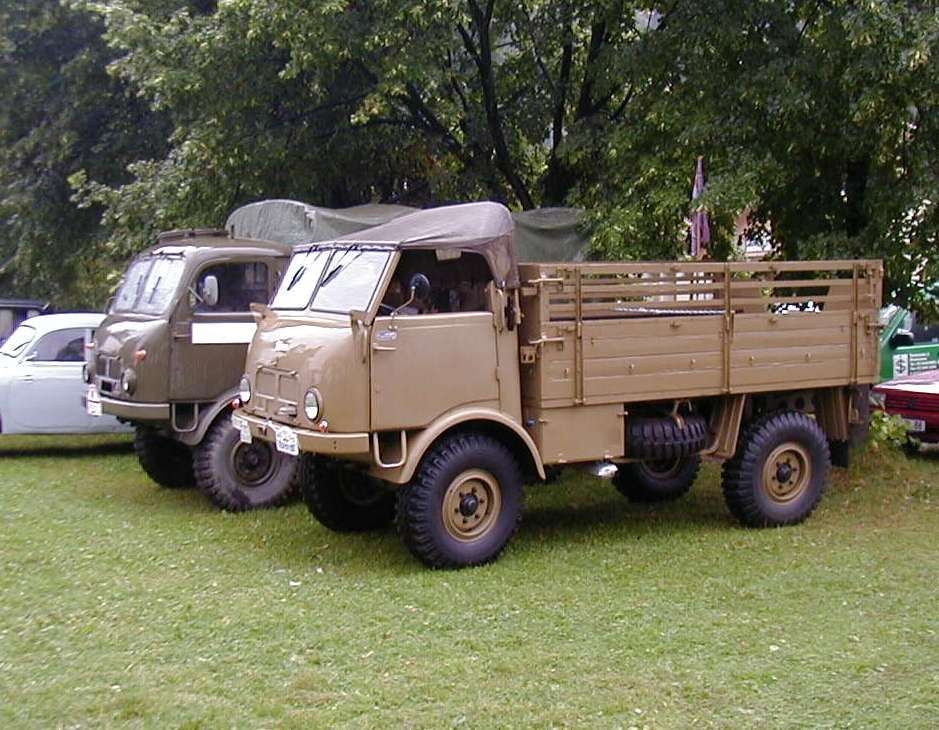
Pritschenwagen mit geschlossenem und mit offenem Fahrerhaus